# Peel-kommissionen
Peel-kommissionen, formelt kendt som Palestine Royal Commission på engelsk, var en britisk kommission, ledet af Lord Peel, der blev udnævnt i 1936 til at undersøge årsagerne til uro i Mandatområdet i Palæstina. Kommissionen blev udpeget af Storbritannien, som direkte konsekvens af en seks måneder lang arabisk generalstrejke i Palæstina.
Den 7. juli 1937 offentliggjorde Peel-kommissionen en rapport, der for første gang erklærede, at Folkeforbundets Palæstinamandat var blevet umuligt at virkeliggøre og anbefalede i stedet en opdeling af mandatområdet. Den britiske regering støttede delingsplanen, men anmodede om flere oplysninger. Efter offentliggørelsen af Peel-rapporten blev Woodhead-kommissionen derfor udpeget i begyndelsen af 1938, som havde til formål at udarbejde en mere detaljeret delingsplan.
Araberne modsatte sig delingsplanen og fordømte den enstemmigt. Den arabiske højkomité modsatte sig idéen om en jødisk stat og opfordrede i stedet til en uafhængig stat i Palæstina, som "beskyttede alle legitime jødiske og andre mindretalsrettigheder og beskyttede rimelige britiske interesser". De krævede også ophør af al jødisk indvandring og køb af jord. De argumenterede for, at oprettelsen af en jødisk stat og mangel på et uafhængigt Palæstina gik mod det, som Storbritannien oprindeligt havde lovet dem. 
Den zionistiske ledelse var bittert delt over planen. I en beslutning vedtaget på den zionistiske kongres i 1937 afviste delegaterne den specifikke delingsplan. Alligevel anså flere større fraktioner generelt delingsprincippet, som værende "acceptabelt" eller "ikke direkte forkasteligt". Således bemyndigede kongressen den zionistiske ledelse til at forfølge fremtidige forhandlinger.    Det Jødiske Agenturråd (Jewish Agency) tilføjede senere en forespørgsel om, at der blev indkaldt til en konference, hvor en fredelig løsning i forhold til et udelt Palæstina ville blive undersøgt.

## Yderligere læsning
- Rapport fra Den Kongelige Palæstina-kommission præsenteret af statssekretæren for kolonierne til parlamentet under kommando af hans majestæt, juli 1937. His Majesty's Stationery Office., London, 1937. 404 sider + kort.
- Aharon Cohen, Israel og den arabiske verden (Funk og Wagnalls, New York, 1970) s. 207-210

## Eksterne links
- Resume af rapporten fra den palæstinensiske kongelige kommission (fra De Forenede Nationers informationssystem om spørgsmålet om Palæstina - UNISPAL)
- Rapportens fulde tekst Arkiveret 18. juli 2020 hos  Wayback Machine på UNISPAL.
- David Ben-Gurion Laments Afvisning af Peel Commission-henstillinger Arkiveret 10. maj 2014 hos  Wayback Machine Shapell Manuscript Foundation